# ラムヂーちゃん
『ラムヂーちゃん(原題:It's the Wolf)』は、アメリカ合衆国のテレビアニメ。1969年9月6日から9月4日までABC放送で放送。日本では1971年9月12日から1972年1月23日までNHKが放送した。

## 概要
主人公である仔羊のラムヂーを、毎回オオカミが様々な姿に変装して捕まえようとする。だが真相が分かったラムヂーが「オオカミだよーっ!!」と叫ぶと、すぐさまイヌの「オジサン」が駆け付けて、オオカミを杖で吹っ飛ばすというのが、毎回のパターンである。
北米では『Cattanooga Cats』、『Around the World in 79 Days』、『逃げろや逃げろ大レース』(原題:MOTOR MOUSE AND AUTO CAT)とのカップリングで放送された。日本では『逃げろや逃げろ大レース』のみのとのカップリングとなっている。

## キャラクター
ラムヂー(Lambsy)
声 - ドーズ・バトラー / 白石冬美
本編の主人公である仔羊。
オオカミ(Mildew)
声 -  ポール・リンド / 名古屋章
本編の悪役。様々な姿に変装してラムヂーを捕まえようとするが、必ず分かってしまう。
オジサン(Bristle Hound)
声 -  アラン・メルビン / 高木均
ラムヂーの護衛役であるイヌ。ラムヂーが叫ぶと直ぐに駆け付けて、オオカミを持っている杖で吹っ飛ばす。

## スタッフ
- 製作 - ハンナ・バーベラ・プロダクション

## 再放送用主題歌
- 「ラムヂーちゃん」
- 歌 - 灘康次とモダンカンカン+吉田みちる

## 再放送
- マンガのくに（東京12チャンネル）
- ほか

## その他
- 本作に登場したオオカミは、その後1978年に製作された『まんがオールスター おもしろオリンピック』にも、スナッグルパス（『早射ちマック』からのスピンオフキャラ）と共に現地レポーターの役で登場している。なおこの作品も『マンガのくに』で放送された。